# Adil Khan
Adil Ahmed Khan (Goa, 7 luglio 1988) è un calciatore indiano, difensore del Kannur Warriors.

## Carriera

### Club
Ha giocato nella prima divisione indiana.

### Nazionale
Tra il 2012 ed il 2021 ha totalizzato complessivamente 13 presenze ed un gol con la nazionale indiana.

## Statistiche

### Presenze e reti nei club
| Stagione         | Club                     | Campionato       | Campionato | Campionato | Coppe nazionali | Coppe nazionali | Coppe nazionali | Coppe continentali | Coppe continentali | Coppe continentali | Supercoppe | Supercoppe | Supercoppe | Totale | Totale |
| Stagione         | Club                     | Comp             | Pres       | Reti       | Comp            | Pres            | Reti            | Comp               | Pres               | Reti               | Comp       | Pres       | Reti       | Pres   | Reti   |
| ---------------- | ------------------------ | ---------------- | ---------- | ---------- | --------------- | --------------- | --------------- | ------------------ | ------------------ | ------------------ | ---------- | ---------- | ---------- | ------ | ------ |
| 2013-2014        | Mohun Bagan              | IL               | 7          | 0          | FC              | 0               | 0               | -                  | -                  | -                  | -          | -          | -          | 7      | 0      |
| 2014             | Delhi Dynamos            | ISL              | 7          | 0          | -               | -               | -               | -                  | -                  | -                  | -          | -          | -          | 7      | 0      |
| 2014-2015        | Bharat                   | IL               | 0          | 0          | FC              | 0               | 0               | -                  | -                  | -                  | -          | -          | -          | 0      | 0      |
| 2016             | Lonestar Kashmir         | IL2              | 10         | 1          | -               | -               | -               | -                  | -                  | -                  | -          | -          | -          | 10     | 1      |
| 2016-2017        | Churchill Brothers       | IL               | 18         | 2          | FC              | 3               | 0               | -                  | -                  | -                  | -          | -          | -          | 21     | 2      |
| 2017-2018        | Pune City                | ISL              | 16+2       | 4          | SC              | 0               | 0               | -                  | -                  | -                  | -          | -          | -          | 18     | 4      |
| 2018-2019        | Pune City                | ISL              | 17         | 2          | SC              | 2               | 0               | -                  | -                  | -                  | -          | -          | -          | 19     | 2      |
| Totale Pune City | Totale Pune City         | Totale Pune City | 35         | 6          |                 | 2               | 0               |                    | -                  | -                  |            | -          | -          | 37     | 6      |
| 2019-2020        | Hyderabad                | ISL              | 14         | 0          | SC              | -               | -               | -                  | -                  | -                  | -          | -          | -          | 14     | 0      |
| 2020-gen.2021    | Hyderabad                | ISL              | 5          | 0          | -               | -               | -               | -                  | -                  | -                  | -          | -          | -          | 5      | 0      |
| gen.-mag. 2021   | Goa                      | ISL              | 5+2        | 0          | -               | -               | -               | AFC                | 3                  | 0                  | -          | -          | -          | 10     | 0      |
| 2021-2022        | East Bengal              | ISL              | 14         | 0          | -               | -               | -               | -                  | -                  | -                  | -          | -          | -          | 14     | 0      |
| 2022-mar.2023    | Hyderabad                | ISL              | -          | -          | SC              | -               | -               | -                  | -                  | -                  | DC         | -          | -          | -      | -      |
| Totale Hyderabad | Totale Hyderabad         | Totale Hyderabad | 19         | 0          |                 | 0               | 0               |                    | -                  | -                  |            | -          | -          | 19     | 0      |
| mar.-giu. 2023   | Ambernath United Atlanta | IL2              | 4          | 3          | -               | -               | -               | -                  | -                  | -                  | -          | -          | -          | 4      | 3      |
| 2023-2024        | SC de Goa                | IL2              | 2          | 0          | -               | -               | -               | -                  | -                  | -                  | -          | -          | -          | 2      | 0      |
| 2024             | Kannur Warriors          | SLK              | 1          | 0          | -               | -               | -               | -                  | -                  | -                  | -          | -          | -          | 1      | 0      |
| Totale Carriera  | Totale Carriera          | Totale Carriera  | 124        | 12         |                 | 5               | 0               |                    | 3                  | 0                  |            | -          | -          | 132    | 12     |

### Cronologia presenze e reti in nazionale
| Cronologia completa delle presenze e delle reti in nazionale ― India | Cronologia completa delle presenze e delle reti in nazionale ― India | Cronologia completa delle presenze e delle reti in nazionale ― India | Cronologia completa delle presenze e delle reti in nazionale ― India | Cronologia completa delle presenze e delle reti in nazionale ― India | Cronologia completa delle presenze e delle reti in nazionale ― India | Cronologia completa delle presenze e delle reti in nazionale ― India | Cronologia completa delle presenze e delle reti in nazionale ― India |
| Data                                                                 | Città                                                                | In casa                                                              | Risultato                                                            | Ospiti                                                               | Competizione                                                         | Reti                                                                 | Note                                                                 |
| -------------------------------------------------------------------- | -------------------------------------------------------------------- | -------------------------------------------------------------------- | -------------------------------------------------------------------- | -------------------------------------------------------------------- | -------------------------------------------------------------------- | -------------------------------------------------------------------- | -------------------------------------------------------------------- |
| 27-2-2012                                                            | Dubai                                                                | Azerbaigian                                                          | 3 – 0                                                                | India                                                                | Amichevole                                                           | -                                                                    | 89’                                                                  |
| 9-3-2012                                                             | Kathmandu                                                            | India                                                                | 0 – 2                                                                | Tagikistan                                                           | AFC Challenge Cup                                                    | -                                                                    |                                                                      |
| 11-3-2012                                                            | Kathmandu                                                            | Filippine                                                            | 2 – 0                                                                | India                                                                | AFC Challenge Cup                                                    | -                                                                    | 33’                                                                  |
| 8-6-2019                                                             | Buriram                                                              | Thailandia                                                           | 0 – 1                                                                | India                                                                | King's Cup 2019 - Finale terzo e quarto posto                        | -                                                                    | 87’                                                                  |
| 7-7-2019                                                             | Ahmedabad                                                            | India                                                                | 2 – 4                                                                | Tagikistan                                                           | Intercontinental Cup 2019 - 1º turno                                 | -                                                                    |                                                                      |
| 13-7-2019                                                            | Ahmedabad                                                            | India                                                                | 2 – 5                                                                | Corea del Nord                                                       | Intercontinental Cup 2019 - 1º turno                                 | -                                                                    | 39’ 42’                                                              |
| 5-9-2019                                                             | Guwahati                                                             | India                                                                | 1 – 2                                                                | Oman                                                                 | Qual. Mondiali 2022                                                  | -                                                                    |                                                                      |
| 10-9-2019                                                            | Doha                                                                 | Qatar                                                                | 0 – 0                                                                | India                                                                | Qual. Mondiali 2022                                                  | -                                                                    |                                                                      |
| 15-10-2019                                                           | Calcutta                                                             | India                                                                | 1 – 1                                                                | Bangladesh                                                           | Qual. Mondiali 2022                                                  | 1                                                                    |                                                                      |
| 14-11-2019                                                           | Dušanbe                                                              | Afghanistan                                                          | 1 – 1                                                                | India                                                                | Qual. Mondiali 2022                                                  | -                                                                    |                                                                      |
| 19-11-2019                                                           | Mascate                                                              | Oman                                                                 | 1 – 0                                                                | India                                                                | Qual. Mondiali 2022                                                  | -                                                                    | 24’ 37’                                                              |
| 29-03-2021                                                           | Dubai                                                                | India                                                                | 0 – 6                                                                | Emirati Arabi Uniti                                                  | Amichevole                                                           | -                                                                    | 31’                                                                  |
| 7-6-2021                                                             | Doha                                                                 | Bangladesh                                                           | 0 – 2                                                                | India                                                                | Qual. Mondiali 2022                                                  | -                                                                    | 90+1’                                                                |
| Totale                                                               |                                                                      | Presenze                                                             | 13                                                                   |                                                                      | Reti                                                                 | 1                                                                    |                                                                      |